# Bodotria montagui
Bodotria montagui är en kräftdjursart som beskrevs av Stebbing 1912. Bodotria montagui ingår i släktet Bodotria och familjen Bodotriidae. Inga underarter finns listade i Catalogue of Life.